# 欧亨尼奥·马里亚·德奥斯托斯

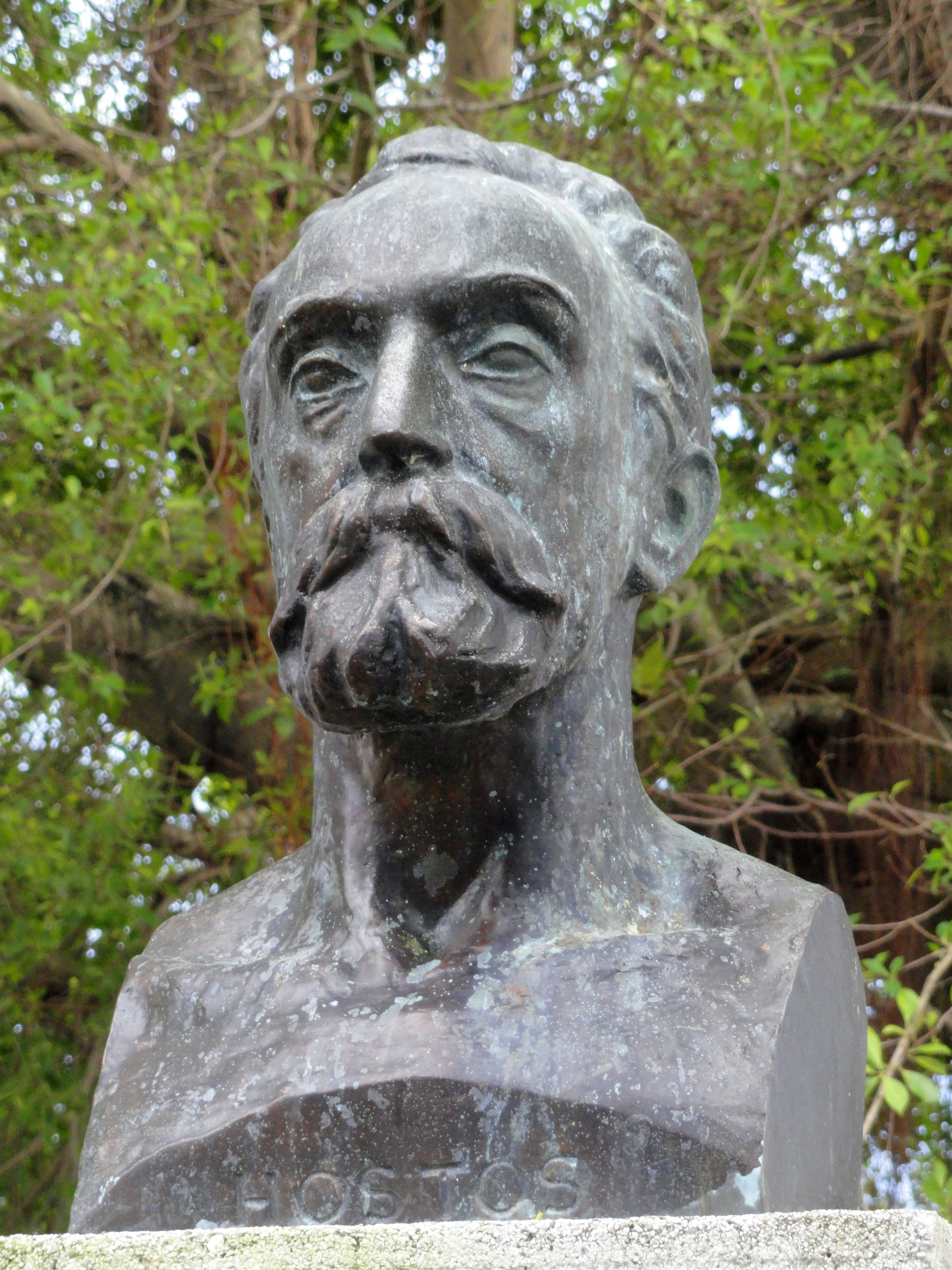
欧亨尼奥·马里亚·德奥斯托斯

欧亨尼奥·马里亚·德奥斯托斯（Eugenio María de Hostos y de Bonilla ，1839年1月11日－1903年8月11日）是波多黎各教育家、哲学家、知识分子、律师、社会学家、小说家和波多黎各独立运动支持者。